# Glen Keane

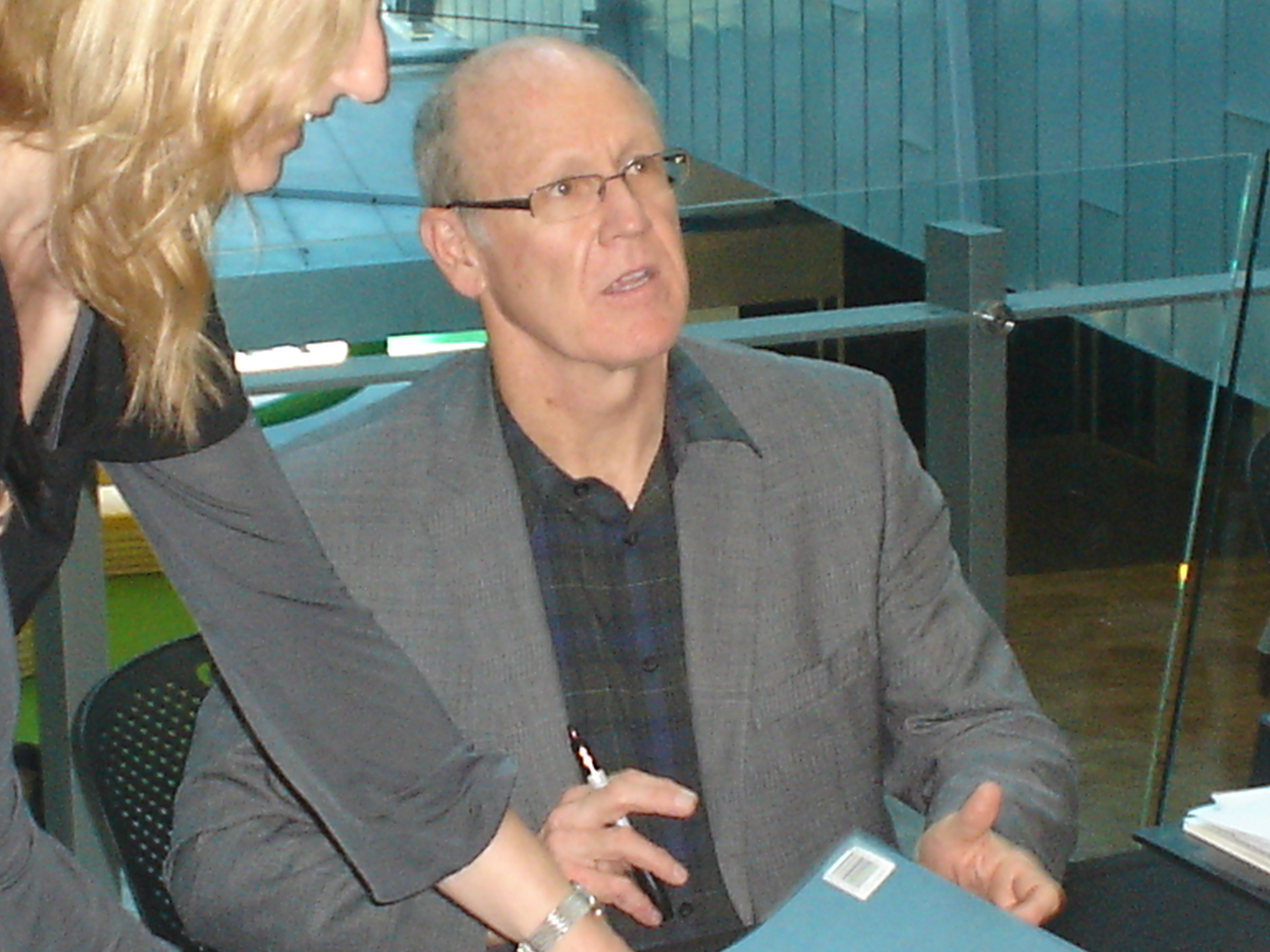
Glen Keane (2010)

Glen Keane (* 13. April 1954 in Abington, Pennsylvania, USA) ist ein US-amerikanischer Trickfilmzeichner, der vor allem für die Walt Disney Studios tätig ist.

## Leben
Er ist der Sohn des Zeichners Bil Keane und gilt als einer der besten Zeichentrick-Animatoren der Welt. Seine Arbeiten umfassen so Charaktere wie Arielle, Aladdin, Tarzan, das Biest und Pocahontas. Als einer der wenigen Disney-Animatoren ist Keane meistens auch für das Charakterdesign seiner Figuren und das Storyboard seiner Sequenzen verantwortlich.
Als die Disney-Studios im Jahr 2004 die Herstellung von handgezeichneten Trickfilmen in den Vereinigten Staaten vorerst komplett einstellten, begann Keane als Regisseur an dem computeranimierten Märchenfilm Rapunzel zu arbeiten. Wie jedoch im Oktober 2008 bekannt wurde, musste Keane sich aus gesundheitlichen und betriebsinternen Gründen von seinem Regieposten zurückziehen.
Am 23. März 2012 schickte Glen Keane ein offenes Kündigungsschreiben an seine Mitarbeiter bei den Walt Disney Feature Animation Studios.
Der Zeichentrick-Kurzfilm Dear Basketball, bei dem Keane Regie führte und die Animation verantwortete, wurde bei der Oscarverleihung 2018 in der Kategorie Bester animierter Kurzfilm ausgezeichnet. Ebenfalls gewann der Film den Annie Award im selben Jahr in der gleichen Kategorie.

## Filmografie (Auswahl)
- 1977: Bernard und Bianca
- 1986: Basil, der große Mäusedetektiv
- 1988: Sykes, Georgette, Fagin, Jenny – Oliver & Co.
- 1989: Arielle – Arielle, die Meerjungfrau
- 1990: Marahute, Cody – Bernard und Bianca im Känguruhland
- 1991: Das Biest – Die Schöne und das Biest
- 1992: Aladdin – Aladdin
- 1995: Pocahontas – Pocahontas
- 1999: Tarzan – Tarzan
- 1999: Donald Duck, Daisy Duck, Trixi (von Chip und Chap – Die Ritter des Rechts), Die böse Königin (von Schneewittchen und die sieben Zwerge) – Neue Micky Maus Geschichten
- 2010: Rapunzel – Neu verföhnt
- 2017: Dear Basketball (Kurzfilm, Regisseur)
- 2020: Die bunte Seite des Monds (Over the Moon, Regisseur)